# Adam Havel Popel z Lobkowicz
Adam Havel Popel z Lobkowicz také Adam Gallus (Gall) z Lobkovic (9. října 1557 – 16. května 1605) byl český šlechtic, příslušník duchcovské větve rodu Lobkoviců. Přestože se s velkou samozřejmostí pohyboval v dvorských kruzích, žádný vysoký úřad nezastával. Na začátku 17. století se stal aktérem velkého skandálu. Jeho dcerou byla Benigna Kateřina z Lobkowicz, zakladatelka a patronka Loretánské kaple v Praze na Hradčanech (1626).

## Původ a život
Narodil se jako syn Václava Popela z Lobkowicz na Duchcově († 31. prosince 1574), pozdějšího hejtmana Litoměřického kraje (1562), který se 9. února 1545 oženil s Benignou (Bonuší, Bonou) z Weitmile. Jeho starším bratrem byl prezident rady nad apelacemi Jiří mladší Popel z Lobkowicz (1556–1590) a jeho mladšími bratry hejtman Starého Města pražského Jan Václav Popel z Lobkowicz (1561–1608) a hejtman Prácheňského kraje, český místodržící a v letech 1591–1619 český velkopřevor řádu maltézských rytířů Matouš Děpolt Popel z Lobkowicz (1564–1619).
Adam Havel zastával úřad hejtmana Litoměřického kraje (1596–1597, 1598–1599). Byl také císařským radou a komořím. Důrazně se zastal svého příbuzného z chlumecké větve nejvyššího hofmistra Jiřího staršího Popela z Lobkowicz († 1607), který byl vězněn pro urážku císařského majestátu. V roce 1596 byl císařem vyslán na diplomatickou misi do Polska.
Dne 23. července 1604 zavraždil francouzského maršála Hanibala ze Schönbergu, hraběte de Nanteuil, velitele císařovy osobní stráže, milence své manželky, když ho přistihl ve svém pražském domě. Případně když se o nevěře své manželky dozvěděl, vlákal Schönberga do svého domu a tam ho dal svým služebnictvem bestiálně ubít. Brutálně ubodanou mrtvolu nakreslil malíř Havel Grafer, podle této kresby namaloval Hans von Aachen obraz pro císaře Rudolfa II. Mrtvé tělo nechal z domu odnést přítel zavražděného hraběte císařský generál Heřman Kryštof Russworm. Zločin vyšetřoval sám císař, Adam Havel nesměl opustit svůj dům, v němž před skončením procesu spáchal sebevraždu. Pravděpodobně se otrávil. Byl pohřben v kostele Zvěstování Panny Marie v Duchcově.
| „                            | [1604] Pan Hannibal ze Šenberku byl zabit v Praze v domě pana Adama Galle z Lobkovic, nepovědomo jak a od koho. Bylo praveno, že se opovážlivě vetřel do domu pro frej [zálety] a tak o hrdlo přišel. Toť ten frej! | “ |
| — Mikuláš Daczický z Heslowa | |   |

## Majetek
Vlastnil Duchcov, Všechlapy, které byly připojeny v duchcovskému panství v roce 1592, dále Střekov, Blatno a Hrušovany.

## Rodina
Oženil se 26. února 1588 (nebo v roce 1594) ve Vídni s Markétou z Mollartu (Marguerite de Mollart; 1560 – 1. listopad 1632 Vídeň) ze staré burgundské rodiny, dcerou svobodného pána Petra z Mollartu z Reinecku († 1576) a jeho manželky Anny Bánffy z Alsó Lindva (Castelanfi). Markétin bratr byl nejvyšší císařský štolba Petr Mollart z Mollartu († 1603), který měl velký vliv na císaře Rudolfa II. Rodina Mollartů měla zastoupení i na dvorech vedlejších habsburských linií.
Manželům se narodily následující děti:
- 1. Jiří (1. 6. 1589 – 27. 6. 1589)
- 2. Anna Eusebie (7. 2. 1591 – 24. 4. 1613)
  - ⚭ (1612) Jiří Ludvík z Leuchtenbergu (1550 – 24. 4. 1613)
- 3. Václav Vilém (20. 3. 1592 – 1621), císařský rada a komoří
  - 1. ⚭ (6. 5. 1612) Anna Marie z Fürstenbergu (10. 4. 1587 – 1613)
  - 2. ⚭ (9. 6. 1614 Praha) Ludmila ze Žerotína († 1615)
  - 3. ⚭ (8. 2. 1616) Markéta Františka z Ditrichštejna (1597 – 3/4. 2. 1617)
    - 1. [z 1. manž.] dítě († 1613, pohřbeno v Duchcově)
    - 2. [z 3. manž.] František Josef (4. 2. 1617 – 1642), 26. listopadu 1635 povýšen do stavu říšských hrabat
      - ⚭ Polyxena Marie z Talenberka († 25. 5. 1651), dědička Duchcova
- 4. Benigna Kateřina (29. 3. 1594 Praha – 28. 12. 1653, pohřbena v pražské Loretě)
  - ⚭ (28. 10. 1608) Vilém mladší Popel z Lobkowicz (asi 22. 7. 1575 – 1. 1. 1647)

Markéta z Mollartu se podruhé provdala v roce 1625 za svobodného pána Kryštofa Breunera (1569–1651).